# Conte di Macclesfield
Conte di Macclesfield è un titolo nobiliare inglese nella Parìa di Gran Bretagna.

## Storia
Il titolo venne creato per la prima volta nella Paria d'Inghilterra nel 1679 in favore del militare e politico  Charles Gerard, I barone Gerard. Egli era già stato creato Barone Gerard, di Brandon nella contea di Suffolk, nel 1645, e venne creato Visconte Brandon, di Brandon nella contea di Suffolk, contemporaneamente. Questi titoli vennero riconosciuti nella Parìa d'Inghilterra. Lord Macclesfield era pronipote del noto giudice Sir Gilbert Gerard, Master of the Rolls dal 1581 al 1594 e venne succeduto al titolo dal suo figlio primogenito, il II conte. Questi venne coinvolto nel Rye House Plot del 1683, e venne condannato a morte ma poi perdonato dal re. Alla sua morte naturale nel 1701, non avendo avuto figli legittimi, i suoi titoli passarono al fratello minore, il III conte. In precedenza era stato membro del parlamento per le costituenti di Yarmouth, Lancaster e Lancashire alla Camera dei Comuni. Quando anche questo morì nel 1702 il titolo si estinse definitivamente.
Il titolo venne concesso nuovamente con una seconda concessione creata nella Parìa di Gran Bretagna nel 1721 a favore del noto avvocato Thomas Parker, I barone Parker, venne creato Viscont Parker, di Ewelm nella contea di Oxford, e Conte di Macclesfield, nella contea palatina di Chester. Egli fu Lord Chief Justice of the Queen's Bench dal 1710 al 1718 e Lord Gran Cancelliere dal 1718 al 1725 ed era già stato creato Lord Parker, Barone di Macclesfield, nella contea palatina di Chester nel 1716, sempre nella Parìa di Gran Bretagna. A differenza della baronia, la vicecontea e la contea vennero creati con la possibilità di essere trasmessi, in mancanza di eredi maschi, anche alle femmine e pertanto a sua figlia Elizabeth, moglie di Sir William Heathcote, I baronetto di Hursley Park, ed ai di lei eredi maschi. Nel 1725 Lord Macclesfield venne accusato di corruzione e forzato a pagare una multa di 30.000 sterline. Venne poi succeduto da suo figlio, il II conte, che fu un noto astronomo e fu presidente della Royal Society per diversi anni.
Alla sua morte i suoi titoli passarono a suo figlio, il III conte, il quale aveva seduto come membro del parlamento per le costituenti di Newcastle under Lyme, Oxfordshire e Rochester. Venne succeduto dal figlio primogenito, il IV conte, il quale fu un importante politico e fu President of the Board of Agriculture dal 1816 al 1818. Quando morì i suoi titoli passarono a suo fratello minore, il V conte, che venne a sua volta poi succeduto dal figlio, il VI conte. Questi aveva già rappresentato l'Oxfordshire alla Camera dei Comuni per il partito dei Conservatori. Venne succeduto da suo nipote, il VII conte, figlio di George Augustus Parker, visconte Parker, figlio primogenito del VI conte. Lord Macclesfield fu Lord Luogotenente dell'Oxfordshire dal 1954 al 1963. Attualmente i titoli sono detenuti dal nipote di questo, il IX conte, che è succeduto a suo padre nel 1992.
Il brigadiere Andrew Parker Bowles, primo marito di Camilla, duchessa di Cornovaglia, è figlio di Derek Henry Parker-Bowles (che assunse anche il cognome da nubile della madre, Bowles appunto), nipote del reverendo Algernon Robert Parker, figlio terzogenito del VI conte. Come conseguenza egli è, seppur lontanamente, in successione a questa contea ed a questi titoli. Altro membro importante di questa famiglia fu il reverendo Wilfred Parker (1883–1966), figlio di Cecil Thomas Parker, figlio secondogenito del VI conte. Questi fu vescovo di Pretoria.
La sede della famiglia Parker è posta al Castello di Shirburn, presso Oxford, anche se attualmente il castello e le proprietà annesse sono parte della Beechwood Estates Company, l'azienda di famiglia dei Macclesfield. Dopo una lunga battaglia legale, il IX conte è stato privato della sede dal 2004.

## Conti di Macclesfield, I creazione (1679)
- Charles Gerard, I conte di Macclesfield (1618–1694)
- Charles Gerard, II conte di Macclesfield (1659–1701)
- Fitton Gerard, III conte di Macclesfield (1665–1702)

## Conti di Macclesfield, II creazione (1721)
- Thomas Parker, I conte di Macclesfield (1667–1732)
- George Parker, II conte di Macclesfield (c. 1697–1764)
- Thomas Parker, III conte di Macclesfield (1723–1795)
- George Parker, IV conte di Macclesfield (1755–1842)
- Thomas Parker, V conte di Macclesfield (1763–1850)
- Thomas Augustus Wolstenholme Parker, VI conte di Macclesfield (1811–1896)
  - George Augustus Parker, visconte Parker (1843–1895)
- George Loveden William Henry Parker, VII conte di Macclesfield (1888–1975)
- George Roger Alexander Thomas Parker, VIII conte di Macclesfield (1914–1992)
- Richard Timothy George Mansfield Parker, IX conte di Macclesfield (n. 1943)

L'erede presunto è l'attuale fratello minore del detentore del titolo, (Jonathan) David Geoffrey Parker (n. 1945)